# رسم (منطق)
الرسم نعت يجري في الأبد بما جرى في الأزل، أي في سابق علمه تعالى. وبتعريف آخر هو تعريف شيء بعرضيات، مثل تعريف الإنسان بالماشي والضاحك؛ بخلاف الحد وهو تعريفه بذاتيات، مثل تعريف الإنسان بالحيوان الناطق.